# Fundus (Medizin)
Fundus  (lateinisch für „Boden“ oder „Grund“) ist in der Anatomie der Grund oder das Bodenteil eines Hohlorgans, einer Rinne oder einer röhrenförmigen Struktur. 

## Beispiele
- Fundus abomasi, Grund des Labmagens
- Fundus meatus acustici interni, Grund des inneren Gehörgangs
- Fundus oculi, Augenhintergrund
- Fundus reticuli, Grund des Netzmagens
- Fundus sulci reticuli, Boden der Schlundrinne im Netzmagen
- Fundus uteri, Grund der Gebärmutter
- Fundus ventriculi, Boden des Magens
- Fundus vesicae felleae, Grund der Gallenblase
- Fundus hypertonicus, chronische Gefäßänderungen durch Bluthochdruck im hinteren Teil des Auges
- Fundus flavimaculatus, eine seltene juvenile Makula-Degeneration, siehe Morbus Stargardt